# Campionato brasiliano di rugby a 15 2023
Il Campionato Brasiliano di Rugby 2023 ((PT)  Campeonato Brasileiro de Rugby de 2023) o Super12 è stata una competizione promossa dalla CBRu (Confederação Brasileira de Rugby), com 12 squadre partecipanti al titolo..

Il titolo di Campoone del Brasile è andato per la terza volta al Pasteur, ultima vittoria nel 1994, che ha sconfitto i campioni uscenti del Poli Rugby per 15-13.

## Formula del torneo
1ª Fase

3 gruppi da 4 squadre con girone all'italiana, le prime disputano il girone Exagonal per il titolo, le ultime due disputano il torneo Qualificatório per la permanenza nel Super12.

2ª Fase

Exagonal, le sei squadre si affrontano in torneo con gare di solo andata. Le prime due classificate disputeranno la finale.

## Squadre partecipanti

### Girone A
| Squadra     | Città           | Stato             |
| ----------- | --------------- | ----------------- |
| Charrua     | Porto Alegre    | Rio Grande do Sul |
| Desterro    | Florianópolis   | Santa Catarina    |
| Joaca Rugby | Florianópolis   | Santa Catarina    |
| Farrapos    | Bento Gonçalves | Rio Grande do Sul |

### Girone B
| Squadra     | Città               | Stato     |
| ----------- | ------------------- | --------- |
| Curitiba    | Curitiba            | Paraná    |
| Jacareí     | Jacareí             | São Paulo |
| São José    | São José dos Campos | San Paolo |
| Pé Vermelho | Londrina            | Paraná    |

### Girone C
| Squadra    | Città      | Stato     |
| ---------- | ---------- | --------- |
| Pasteur    | San Paolo  | San Paolo |
| Poli Rugby | San Paolo  | San Paolo |
| SPAC       | San Paolo  | San Paolo |
| Tornados   | Indaiatuba | San Paolo |

## Prima Fase

### Girone A
|            | 1ª giornata         |         |
| ---------- | ------------------- | ------- |
| 25/03/2023 | Farrapos - Desterro | 20 - 17 |
| 01/04/2023 | Charrua - Joaca     | 29 - 18 |

|            | 4ª giornata         |         |
| ---------- | ------------------- | ------- |
| 17/06/2023 | Desterro - Farrapos | 24 - 22 |
| 24/06/2023 | Joaca - Charrua     | 41 - 14 |

|            | 2ª giornata        |         |
| ---------- | ------------------ | ------- |
| 15/04/2023 | Charrua - Farrapos | 19 - 17 |
| 15/04/2023 | Joaca - Desterro   | 12 - 10 |

|            | 5ª giornata        |         |
| ---------- | ------------------ | ------- |
| 08/07/2023 | Farrapos - Charrua | 53 - 10 |
| 15/07/2023 | Desterro - Joaca   | 53 - 14 |

|            | 3ª giornata        |         |
| ---------- | ------------------ | ------- |
| 06/05/2023 | Farrapos -Joaca    | 56 - 20 |
| 20/05/2023 | Desterro - Charrua | 24 - 0  |

|            | 6ª giornata        |         |
| ---------- | ------------------ | ------- |
| 29/07/2023 | Joaca -Farrapos    | 5 - 54  |
| 05/08/2023 | Charrua - Desterro | 50 - 14 |

#### Classifica
| Pos | Squadra     | G | V | N | P | PF  | PS  | DP   | BMP | Pt |
| --- | ----------- | - | - | - | - | --- | --- | ---- | --- | -- |
| 1   | Farrapos    | 6 | 4 | 0 | 2 | 222 | 95  | +127 | 5   | 21 |
| 2   | Desterro    | 6 | 3 | 0 | 3 | 142 | 118 | +24  | 5   | 17 |
| 3   | Charrua     | 6 | 3 | 0 | 3 | 122 | 167 | −45  | 2   | 14 |
| 4   | Joaca Rugby | 6 | 2 | 0 | 4 | 110 | 216 | −106 | 1   | 9  |

### Girone B
|            | 1ª giornata           |         |
| ---------- | --------------------- | ------- |
| 25/03/2023 | Curitiba - São José   | 17 - 24 |
| 25/03/2023 | Pé Vermelho - Jacareí | 7 - 62  |

|            | 4ª giornata           |         |
| ---------- | --------------------- | ------- |
| 17/06/2023 | Jacareí - Pé Vermelho | 47 - 10 |
| 17/06/2023 | São José - Curitiba   | 55 - 12 |

|            | 2ª giornata            |         |
| ---------- | ---------------------- | ------- |
| 15/04/2023 | Pé Vermelho - Curitiba | 17 - 62 |
| 15/04/2023 | Jacareí - São José     | 16 - 15 |

|            | 5ª giornata            |         |
| ---------- | ---------------------- | ------- |
| 08/07/2023 | Curitiba - Pé Vermelho | 56 - 16 |
| 08/07/2023 | São José - Jacareí     | 20 - 25 |

|            | 3ª giornata            |         |
| ---------- | ---------------------- | ------- |
| 06/05/2023 | Curitiba -Jacareí      | 6 - 31  |
| 06/05/2023 | São José - Pé Vermelho | 49 - 19 |

|            | 6ª giornata            |         |
| ---------- | ---------------------- | ------- |
| 29/07/2023 | Jacareí -Curitiba      | 55 - 10 |
| 29/07/2023 | Pé Vermelho - São José | 21 - 39 |

#### Classifica
| Pos | Squadra     | G | V | N | P | PF  | PS  | DP   | BMP | Pt |
| --- | ----------- | - | - | - | - | --- | --- | ---- | --- | -- |
| 1   | Jacareí     | 6 | 6 | 0 | 0 | 236 | 68  | +168 | 4   | 28 |
| 2   | São José    | 6 | 4 | 0 | 2 | 202 | 110 | +92  | 6   | 22 |
| 3   | Curitiba    | 6 | 2 | 0 | 4 | 163 | 198 | −35  | 3   | 11 |
| 4   | Pé Vermelho | 6 | 0 | 0 | 6 | 90  | 315 | −225 | 0   | 0  |

### Girone C
|            | 1ª giornata        |        |
| ---------- | ------------------ | ------ |
| 01/04/2023 | Poli - SPAC        | 56 - 5 |
| 01/04/2023 | Pasteur - Tornados | 69 - 7 |

|            | 4ª giornata        |         |
| ---------- | ------------------ | ------- |
| 24/06/2023 | Tornados - Pasteur | 0 - 45  |
| 24/06/2023 | SPAC - Poli        | 27 - 32 |

|            | 2ª giornata     |         |
| ---------- | --------------- | ------- |
| 15/04/2023 | Pasteur - Poli  | 23 - 23 |
| 15/04/2023 | Tornados - SPAC | 21 - 14 |

|            | 5ª giornata     |         |
| ---------- | --------------- | ------- |
| 15/07/2023 | Poli - Pasteur  | 17 - 33 |
| 29/07/2023 | SPAC - Tornados | 57 - 5  |

|            | 3ª giornata    |         |
| ---------- | -------------- | ------- |
| 20/05/2023 | Tornados -Poli | 17 - 45 |
| 20/05/2023 | SPAC - Pasteur | 14 - 17 |

|            | 6ª giornata     |         |
| ---------- | --------------- | ------- |
| 05/08/2023 | Pasteur -SPAC   | 51 - 0  |
| 06/08/2023 | Poli - Tornados | 49 - 10 |

#### Classifica
| Pos | Squadra    | G | V | N | P | PF  | PS  | DP   | BMP | Pt |
| --- | ---------- | - | - | - | - | --- | --- | ---- | --- | -- |
| 1   | Pasteur    | 6 | 5 | 1 | 0 | 238 | 61  | +177 | 4   | 26 |
| 2   | Poli Rugby | 6 | 4 | 1 | 1 | 222 | 115 | +107 | 4   | 22 |
| 3   | SPAC       | 6 | 1 | 0 | 5 | 117 | 182 | −65  | 4   | 8  |
| 4   | Tornados   | 6 | 1 | 0 | 5 | 60  | 279 | −219 | 0   | 4  |

## Seconda fase

### Hexagonal

#### 1ª giornata
| Jacareí 26 agosto 2023 | Jacareí | 25 – 7 | São José | Campo do Balneario |

| Bento Gonçalves 26 agosto 2023 | Farrapos | 84 – 13 | Desterro | Estádio da Montanha |

| Guarulhos 26 agosto 2023 | Pasteur | 18 – 18 | Poli Rugby | SESI Guarulhos |

#### 2ª giornata
| San Paolo 2 settembre 2023 | Poli Rugby | 40 – 17 | Farrapos | CEPEUSP |

| Jacareí 2 settembre 2023 | Jacareí | 74 – 7 | Desterro | Campo do Balneario |

| São José dos Campos 2 settembre 2023 | São José | 14 – 52 | Pasteur | CT Ange Guimera |

#### 3ª giornata
| Bento Gonçalves 16 settembre 2023 | Farrapos | 29 – 29 | Jacareí | Estádio da Montanha |

| San Paolo 16 settembre 2023 | Poli Rugby | 70 – 17 | São José | CEPEUSP |

| Guarulhos 16 settembre 2023 | Pasteur | 39 – 6 | Desterro | SESI Guarulhos |

#### 4ª giornata
| Guarulhos 23 settembre 2023 | Pasteur | 38 – 10 | Jacareí | SESI Guarulhos |

| Florianópolis 23 settembre 2023 | Desterro | 7 – 55 | Poli Rugby | Campo di Tapera |

| São José dos Campos 23 settembre 2023 | São José | 19 – 40 | Farrapos | CT Ange Guimera |

#### 5ª giornata
| Florianópolis 30 settembre 2023 | Desterro | 24 – 28 | São José | Campo di Tapera |

| Jacareí 30 settembre 2023 | Jacareí | 14 – 21 | Poli Rugby | Campo do Balneario |

| Bento Gonçalves 30 settembre 2023 | Farrapos | 0 – 20 | Pasteur | Estádio da Montanha |

#### Classifica
| Pos | Squadra    | G | V | N | P | PF  | PS  | DP   | BMP | Pt |
| --- | ---------- | - | - | - | - | --- | --- | ---- | --- | -- |
| 1   | Poli Rugby | 5 | 4 | 1 | 0 | 204 | 73  | +131 | 3   | 21 |
| 2   | Pasteur    | 5 | 4 | 1 | 0 | 167 | 48  | +119 | 3   | 21 |
| 3   | Jacareí    | 5 | 2 | 1 | 2 | 152 | 102 | +50  | 3   | 13 |
| 4   | Farrapos   | 5 | 2 | 1 | 2 | 170 | 121 | +49  | 3   | 13 |
| 5   | São José   | 5 | 1 | 0 | 4 | 85  | 211 | −126 | 1   | 5  |
| 6   | Desterro   | 5 | 0 | 0 | 5 | 57  | 280 | −223 | 1   | 1  |

### Verdetti del torneoQualificatório
| Retrocedono alla seconda divisione brasiliana di Rugby 2024 | Pé Vermelho      | Tornados |
| Promosse al Super 12 2004                                   | Piracicaba Rugby | Niterói  |

## Finale
| San Paolo 21 ottobre 2023 | Poli Rugby | 13 – 15 | Pasteur | Clube Atletico São Paulo |